# 리아 파이프스
리아 파이프스(Leah Pipes, 1988년 8월 12일 ~ )는 미국의 배우이다.

## 출연 작품

### 영화
- 핑거프린트 (2006) - 멜라니 역
- 여대생 기숙사 (2009)
- 42일간의 기적 (2012)
- 데블핸드 (2014)

### 텔레비전
- 말콤네 좀 말려줘 (2005)
- 본즈 (2006)
- 크로싱 조던 (2007)
- Life Is Wild (2007-08)
- 고스트 위스퍼러 (2008)
- 터미네이터: 사라 코너 연대기 (2008)
- 특수범죄 전담반 (2010)
- 글리 (2013)
- 뱀파이어 다이어리 (2013)
- 오리지널스 (2013-18)
- 참드 (2019)
- 9-1-1 (2021)